# گرترود پریتزی
گرترود پریتزی (انگلیسی: Gertrude Pritzi؛ ۱۵ ژانویه ۱۹۲۰ – ۲۱ اکتبر ۱۹۶۸) یک بازیکن تنیس روی میز اهل اتریش بود. 
وی در مسابقات کشوری و بین‌المللی در مجموع برنده ۵ مدال طلا، ۲ مدال نقره، ۷ مدال برنز شده‌است.